# Ángel Juanes Peces
Ángel Juanes Peces (San Pablo de los Montes, província de Toledo, 22 d'octubre 1947) és magistrat jutge espanyol.
Va començar la seva carrera en 1978 com a jutge en Don Benito (Badajoz). Li van seguir destinacions a Mèrida, Sant Sebastià, Badajoz, i en les Audiències Provincials de Càceres i Badajoz. Més tard va ser magistrat de Treball a Sevilla, lletrat del Constitucional i President del Tribunal Superior de Justícia d'Extremadura. En 2005 va ser nomenat Magistrat de la Sala del Militar del Tribunal Suprem i en 2009 President de l'Audiència Nacional. El 8 de gener de 2014 va cessar com a president de l'Audiència Nacional en ser nomenat vicepresident del Tribunal Suprem i del Consell General del Poder Judicial, sent substituït amb caràcter temporal per Ricardo Bodas.